# Assedio di Novara (1500)
L'assedio di Novara si svolse tra l'8 e il 10 aprile 1500, nell'ambito della Guerra d'Italia del 1499-1504.

## Svolgimento
Verso la fine di marzo del 1500, un'armata francese guidata dal re Luigi XII di Francia mosse sul Ducato di Milano, difeso da Ludovico il Moro: le due armate si fronteggiarono davanti Novara a partire dall'8 aprile, ma i mercenari svizzeri di Ludovico si rifiutarono di affrontare i loro compatrioti che militavano nelle file francesi e alle truppe milanesi non restò altro che trincerarsi nella città, finendo tagliate fuori e assediate dall'armata di Luigi.

## Il tradimento

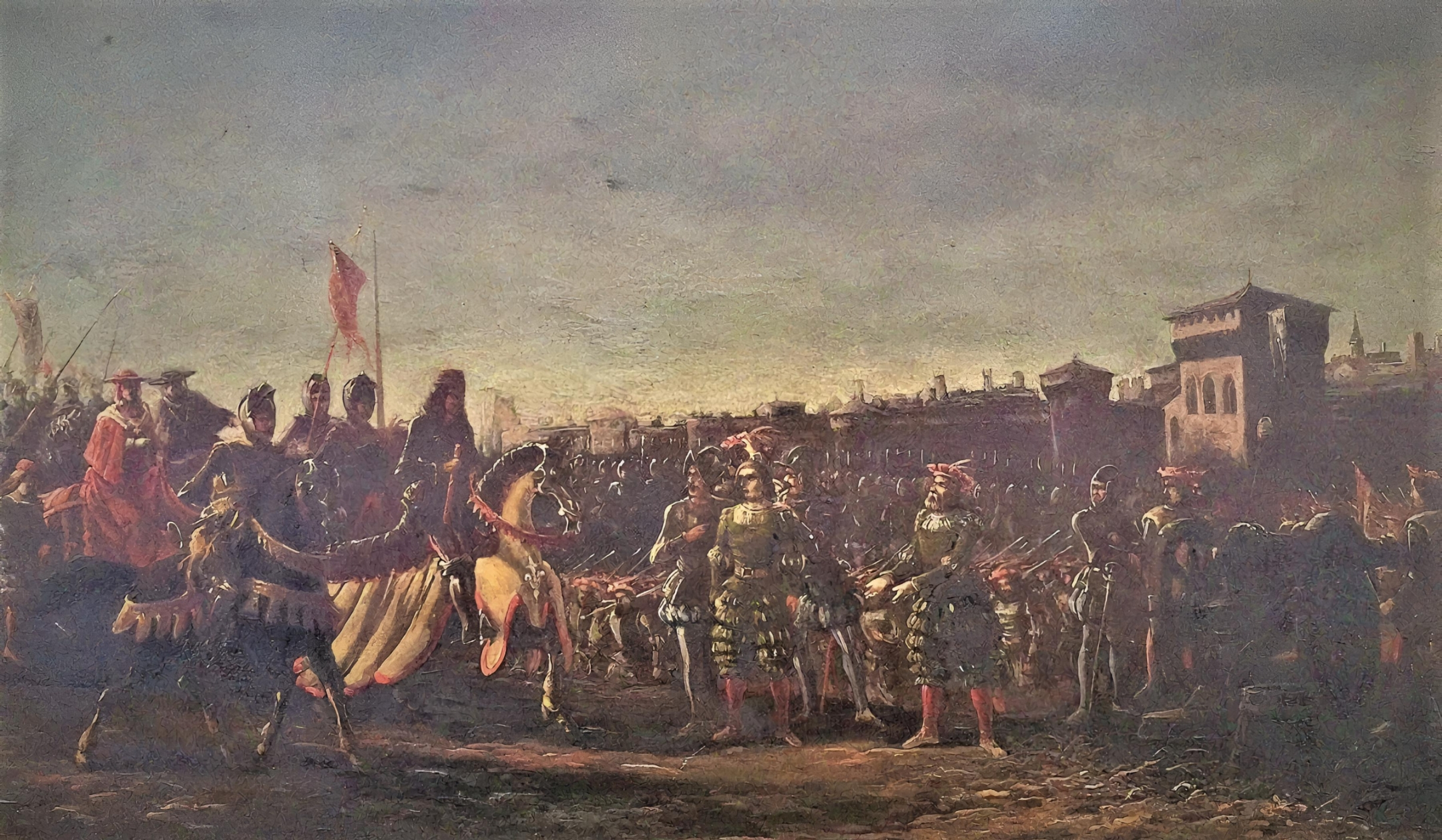
La Cattura di Ludovico il Moro a Novara, di Cesare Morbio, 1871, Municipio di Novara.

La Dieta svizzera negoziò un compromesso in modo da evitare una battaglia tra svizzeri, "fratelli contro fratelli e padri contro figli". Luigi accettò di garantire un libero passaggio ai mercenari svizzeri a condizione della resa dello Sforza. 
Il 10 gli svizzeri assoldati da Ludovico cercarono di farlo uscire dalla città travestendolo da mercenario, ma al suo passaggio attraverso il controllo francese, Hans (o Rudi) Turman del Canton Uri, indicò lo Sforza che venne arrestato e rinchiuso nel Castello di Novara.
Il 17 aprile 1500 Ludovico viene portato in Francia e  successivamente imprigionato nel castello di Loches. 
Turman venne ricompensato con 200 corone d'oro e scappò in Francia. Dopo qualche anno ritornò nel Canton Uri, ma venne arrestato per tradimento e successivamente decapitato.

## La fine del ducato di Milano
Con l'arrivo dei francesi il Ducato di Milano perse l'indipendenza e a partire dal 1535, con la morte di Francesco II Sforza, ultimo della sua dinastia, rimase sotto dominio straniero per oltre tre secoli.